# Jan Baránek
Jan Baránek (* 1. července 1970 Dolní Benešov) je bývalý český prvoligový fotbalový záložník a trenér. Jeho bratr Vít Baránek a syn Jan Baránek taktéž působí v profesionálním fotbalu.

## Klubová kariéra
Svou fotbalovou kariéru začínal v Dolním Benešově. V šestnácti letech přestoupil do Ostroje Opava. Kvůli tomu, že kromě Ostroje současně podepsal přestupní lístek i s TJ Vítkovice, dostal disciplinární trest v délce tří měsíců. Svého debutu za opavský celek se dočkal na jaře 1988, kdy nastoupil v prvním jarním utkání České národní fotbalové ligy proti TJ JZD AK Slušovice. První gól vsítil hned v dalším utkání s TJ Auto Škoda Mladá Boleslav, které skončilo vítězstvím 1:0. O Baránka projevily zájem pražské celky Sparta a Dukla. Mladý záložník se rozhodl přestoupit do Dukly. Hrával převážně za juniorku, několikrát se objevil na lavičce prvního mužstva. Sezónu v Dukle poznamenaly bolesti zad, kvůli kterým nemohl tři měsíce hrát. Po sametové revoluci se rozhodl pražský klub opustit, projevili o něj zájem např. ostravský Baník, pražská Bohemka, Dunajská Streda či Vítkovice, u kterých se nakonec upsal. Ve Vítkovicích odehrál 88 ligových utkání. V roce 1993 se dohodl na přestupu do olomoucké Sigmy, nakonec ale skončil v tehdy ambiciózních Drnovicích. Na začátku drnovické kariéry si přetrhl křížové vazy v koleni a kvůli zranění půl roku nehrál. Celkem za Drnovice odehrál 77 ligových zápasů, mezi tři tyče se trefil 9krát. Po Drnovicích se vrátil zpět do Opavy, kde se mu dařilo. Vyhlédl si jej ostravský Baník, který tentokráte Baránkův přestup dotáhl do konce. V Ostravě se mu ale příliš nedařilo, a proto se opět vrátil do Opavy. Po nástupu ukrajinských majitelů a divoké situaci v klubu, která nakonec vyústila v pád Opavy z první ligy do krajského přeboru, se rozhodl odejít. Místo Dolního Benešova si za své další působiště zvolil Jakubčovice, kde také začal studovat na zisk trenérské licence. Svou klubovou kariéru ukončil v roce 2007, kdy usedl na jakubčovickou lavičku jako hlavní trenér.

## Trenérská kariéra
V sezóně 2007/08 se stal jakubčovickým trenérem. S týmem ještě téhož ročníku postoupil do krajského přeboru a v následujícím roce dovedl tým k vítězství v krajském přeboru. Dne 4. ledna 2010 se stal hlavním trenérem mládeže do 19 let v ostravském Baníku, kde v té době působil jeho bratr Vít jako trenér brankářů a jeho syn Jan, hrající za ostravskou sedmnáctku. V červnu 2011 o něj projevil zájem FC Hlučín, který mu nabídl místo hlavního trenéra. Dne 15. května 2013 byl jmenován novým trenérem druholigového týmu SFC Opava, který byl tehdy čtyři kola před koncem sezóny na poslední příčce se ztrátou dvou bodů na záchranu. Po porážce 1:5 v Mostě nakonec tým pod Baránkovým vedením sestoupil do Moravskoslezské fotbalové ligy.
V sezoně 2016/17 vedl TJ Háj ve Slezsku v Přeboru Moravskoslezského kraje.

## Osobní život
Se svou ženou Monikou má dva syny: Jana a Aleše. Oba hrají fotbal.